# Grand'Combe-Châteleu
Ne doit pas être confondu avec Grand'Combe-des-Bois.
Grand’Combe-Châteleu est une commune française située dans le département du Doubs, la région culturelle et historique de Franche-Comté et la région administrative Bourgogne-Franche-Comté.

## Géographie

### Situation

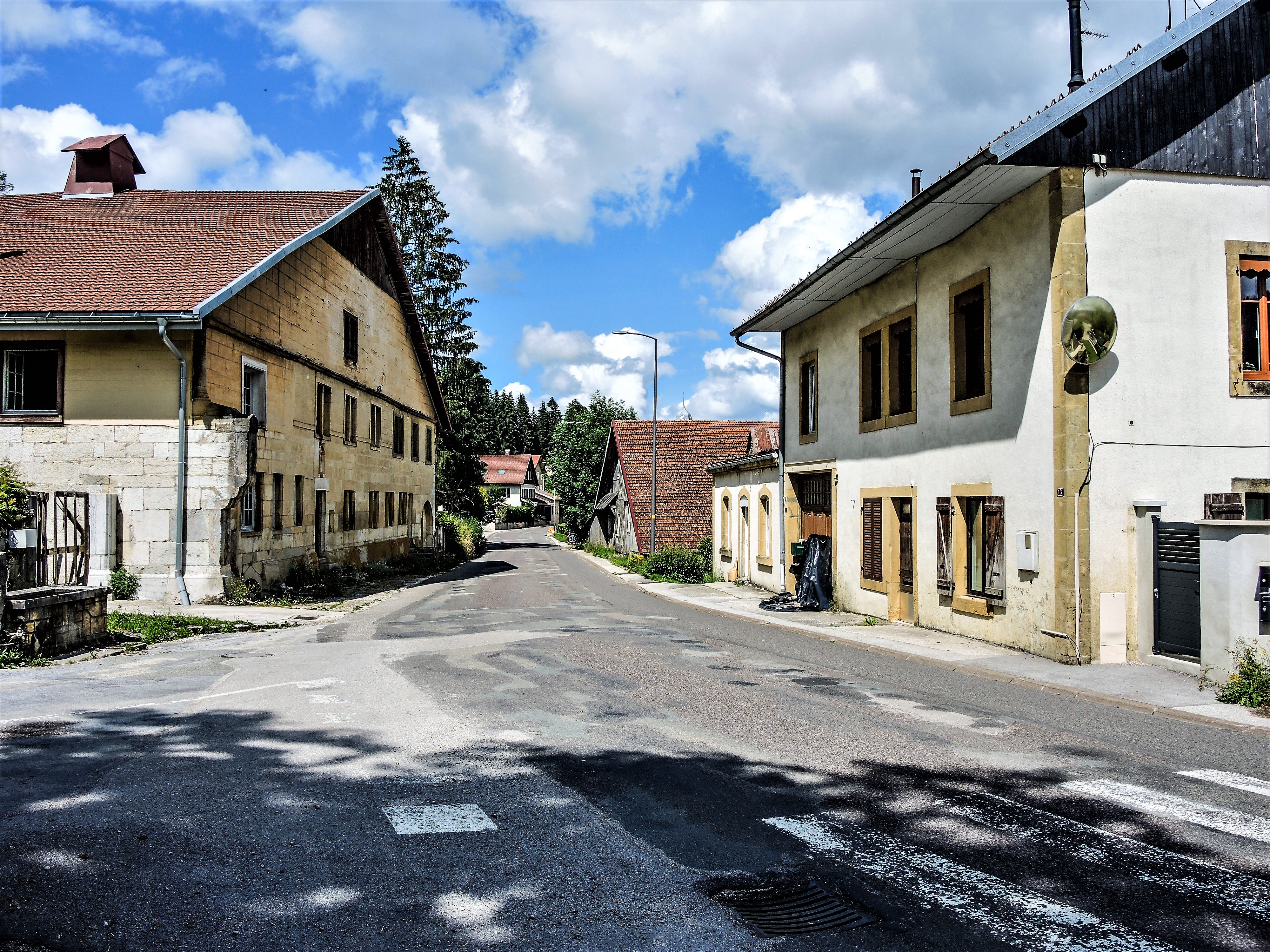
Ambiance du village : la rue du Bas de Grand'Combe.

Grand’Combe-Châteleu est un village typique du Haut-Doubs dans le massif du Jura, limitrophe de la Suisse, jouxtant par le sud Morteau.
Le chemin de grande randonnée GR 5 / GR 509 passe sur la commune, longeant la frontière.
Il se trouve dans l'aire d'attraction de Morteau, ainsi que dans le bassin de vie de cette ville, et dans la zone d'emploi de Pontarlier.

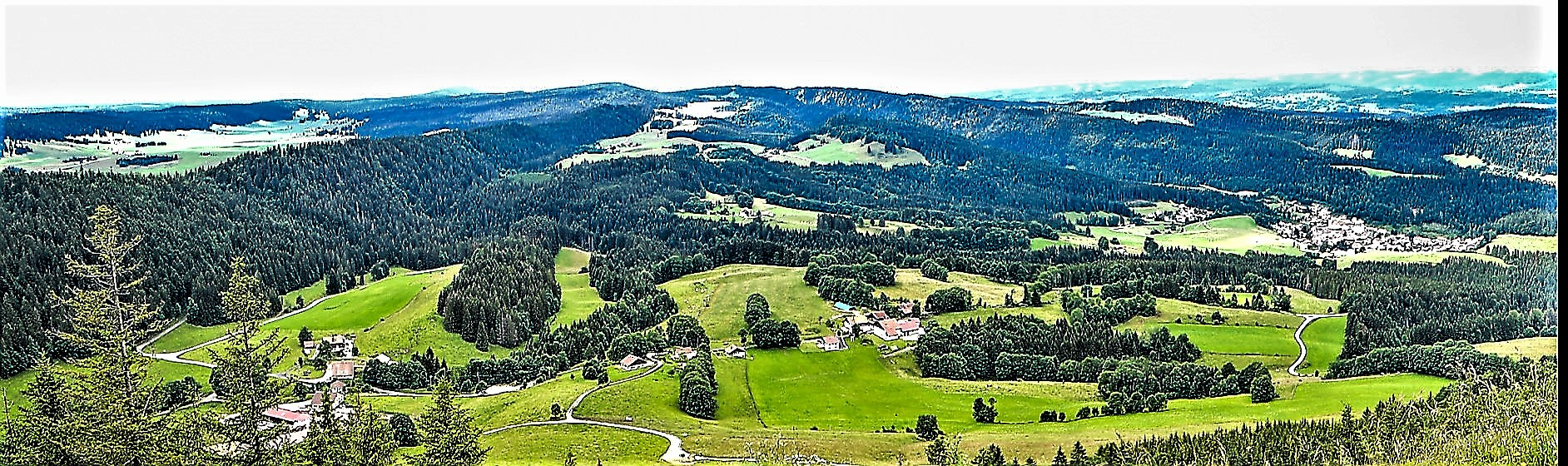
Plan panoramique depuis le belvédère du mont Châteleu.

### Communes limitrophes
Les communes limitrophes sont  La Brévine, Le Cerneux-Péquignot, Les Combes, Les Gras, Montlebon, Morteau et Pays-de-Montbenoît.

### Géologie et relief
La superficie de la commune est de 21,46 km2 ; son altitude varie de 750  à   1 300 mètres.
Le village est surplombé par le mont Châteleu qui culmine à 1 302 mètres, d’où l’on découvre une vue sur le val.

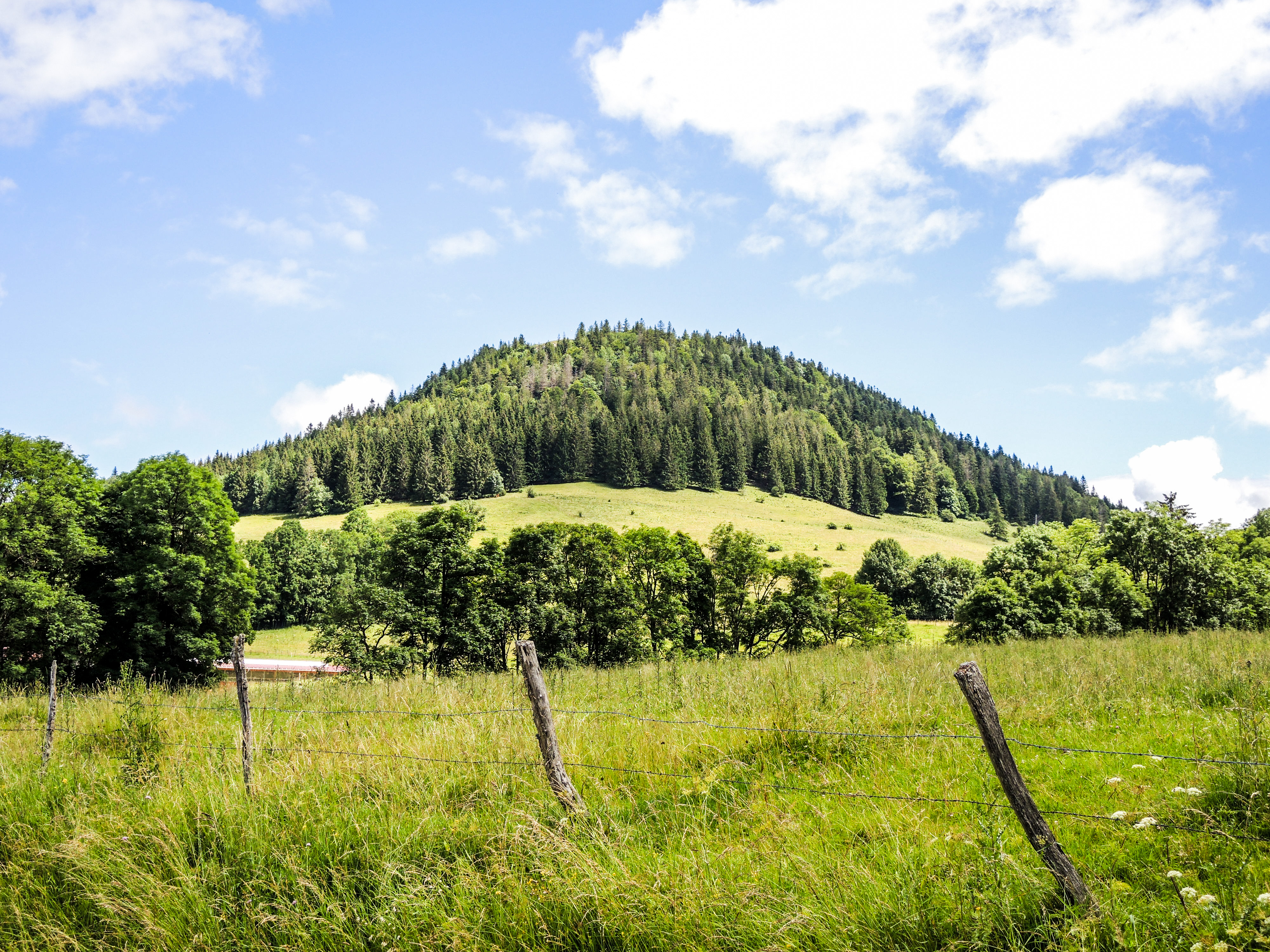
Le mont Châteleu, vu du Nid du Fol.

### Hydrographie

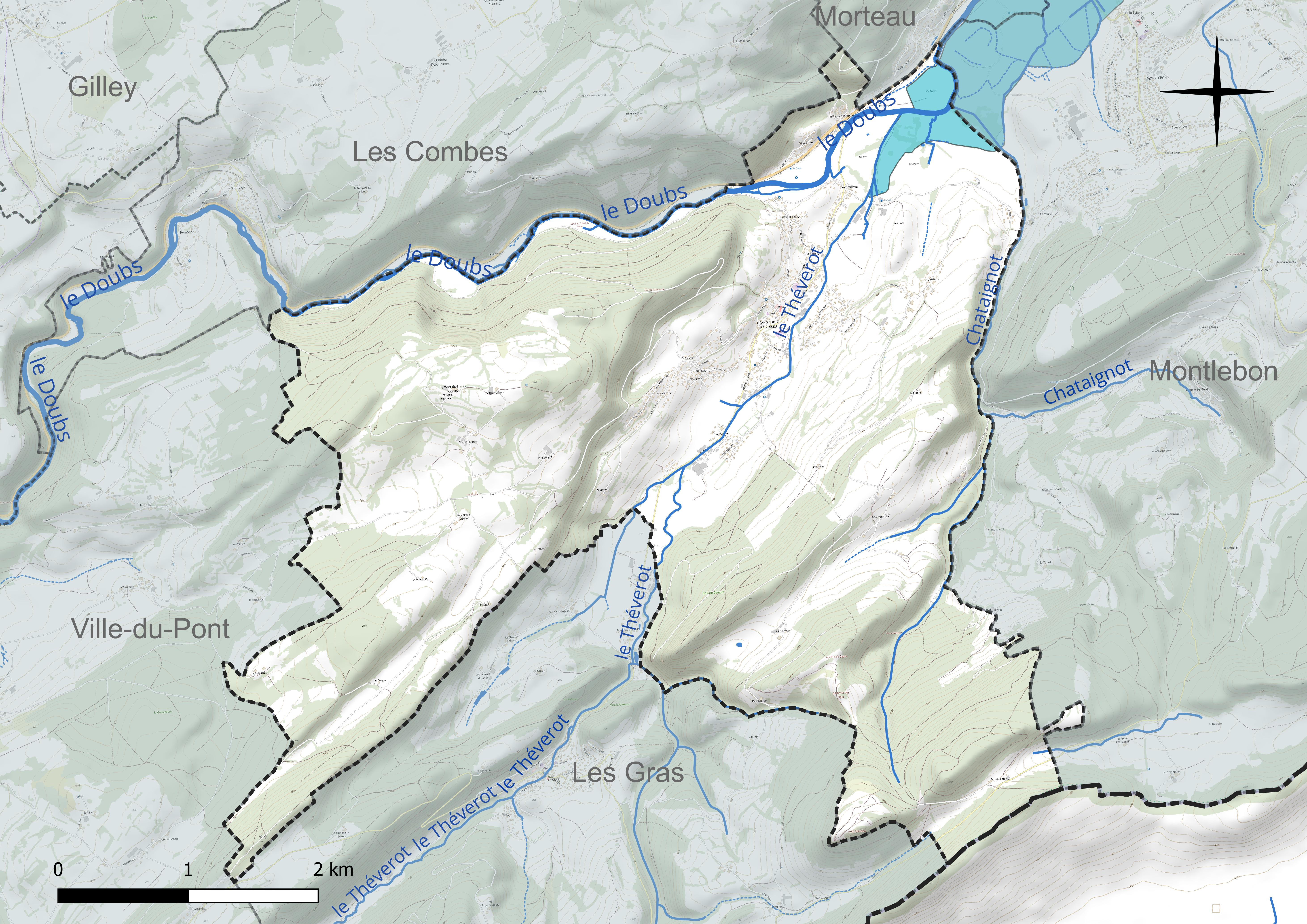
Carte hydrographique de la commune.

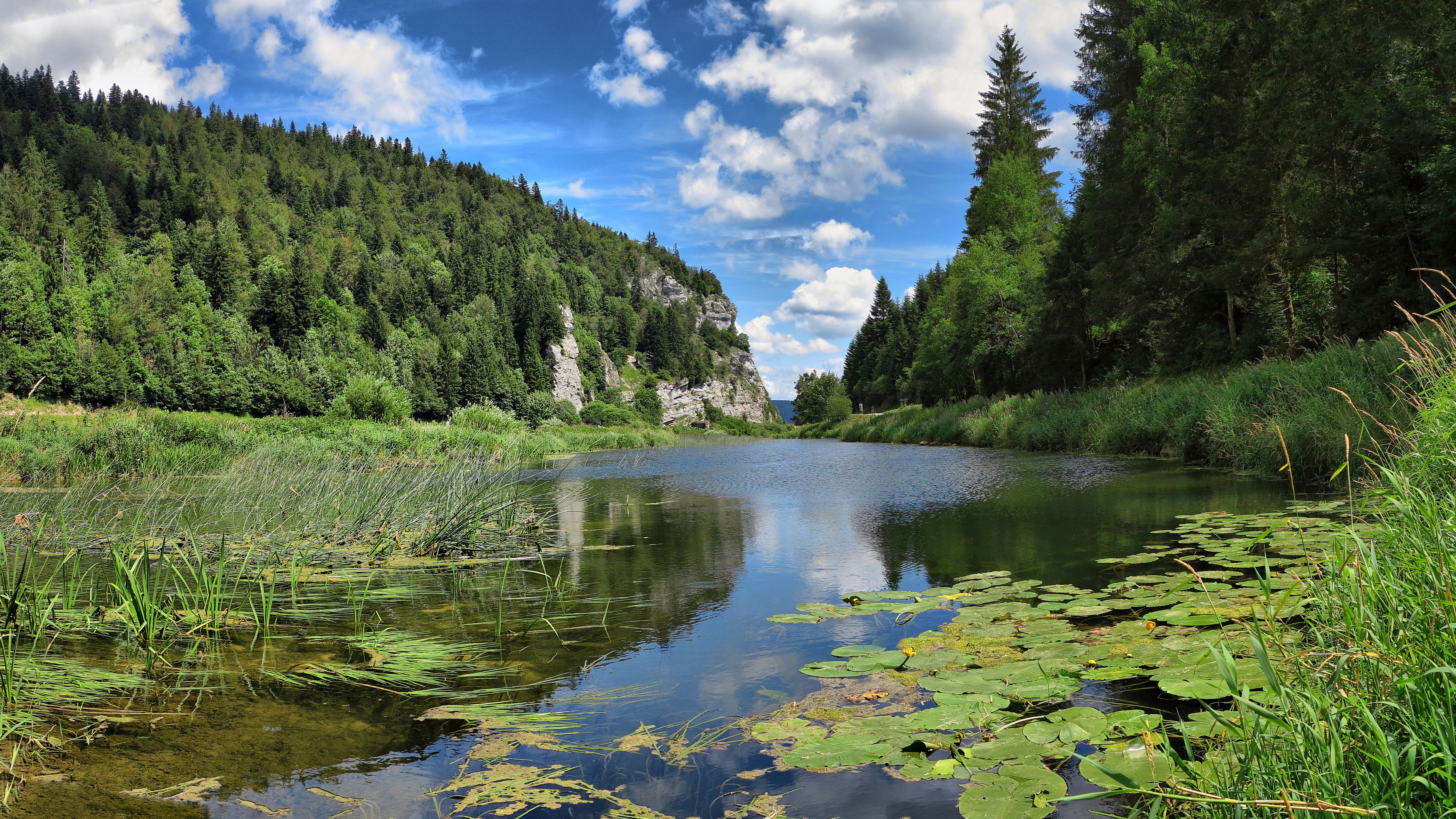
Le Doubs dans le défilé du Coin de la Roche.

Le village s’étend dans deux combes, l’une traversée par le Doubs, l’autre par le Theverot, torrent capricieux et par le légendaire Beugnon. Le Beugnon est un petit ruisseau qui prend sa source dans une ferme du bas de Grand'Combe-Châteleu et qui après avoir traversé une partie du village se jette dans le Theverot. La légende dit que celui qui boit au Beugnon perd la raison. Le Beugnon est actuellement canalisé sur une grande partie de son cours.
Le Théverot a animé jusqu'à sept moulins ou usines, dont les premiers sont attestés dès le XVIe siècle

### Climat
Pour des articles plus généraux, voir Climat de la Bourgogne-Franche-Comté et Climat du Doubs.
En 2010, le climat de la commune est de type climat de montagne, selon une étude du Centre national de la recherche scientifique s'appuyant sur une série de données couvrant la période 1971-2000. En 2020, Météo-France publie une typologie des climats de la France métropolitaine dans laquelle la commune est exposée à un climat de montagne ou de marges de montagne et est dans la région climatique Jura, caractérisée par une forte pluviométrie en toutes saisons (1 000 à 1 500 mm/an), des hivers rigoureux et un ensoleillement médiocre.
Pour la période 1971-2000, la température annuelle moyenne est de 7,9 °C, avec une amplitude thermique annuelle de 17 °C. Le cumul annuel moyen de précipitations est de 1 452 mm, avec 13,2 jours de précipitations en janvier et 11,5 jours en juillet. Pour la période 1991-2020, la température moyenne annuelle observée sur la station météorologique de Météo-France la plus proche, « Épenoy », sur la commune d'Épenoy à 19 km à vol d'oiseau, est de 9,2 °C et le cumul annuel moyen de précipitations est de 1 363,0 mm. 
La température maximale relevée sur cette station est de 36,4 °C, atteinte le 7 août 2003 ; la température minimale est de −18,8 °C, atteinte le 5 février 2012,,.
Les paramètres climatiques de la commune ont été estimés pour le milieu du siècle (2041-2070) selon différents scénarios d'émission de gaz à effet de serre à partir des nouvelles projections climatiques de référence DRIAS-2020. Ils sont consultables sur un site dédié publié par Météo-France en novembre 2022.

### Paysages
Le territoire communal est très important ; il est composé de vastes forêts aux sombres résineux, de prés alliant toutes les gammes de vert et des sources, des biefs, des ruisseaux.

## Urbanisme

### Typologie
Au 1er janvier 2024, Grand'Combe-Châteleu est catégorisée bourg rural, selon la nouvelle grille communale de densité à 7 niveaux définie par l'Insee en 2022.
Elle est située hors unité urbaine. Par ailleurs la commune fait partie de l'aire d'attraction de Morteau, dont elle est une commune de la couronne,. Cette aire, qui regroupe 21 communes, est catégorisée dans les aires de moins de 50 000 habitants,.

### Occupation des sols

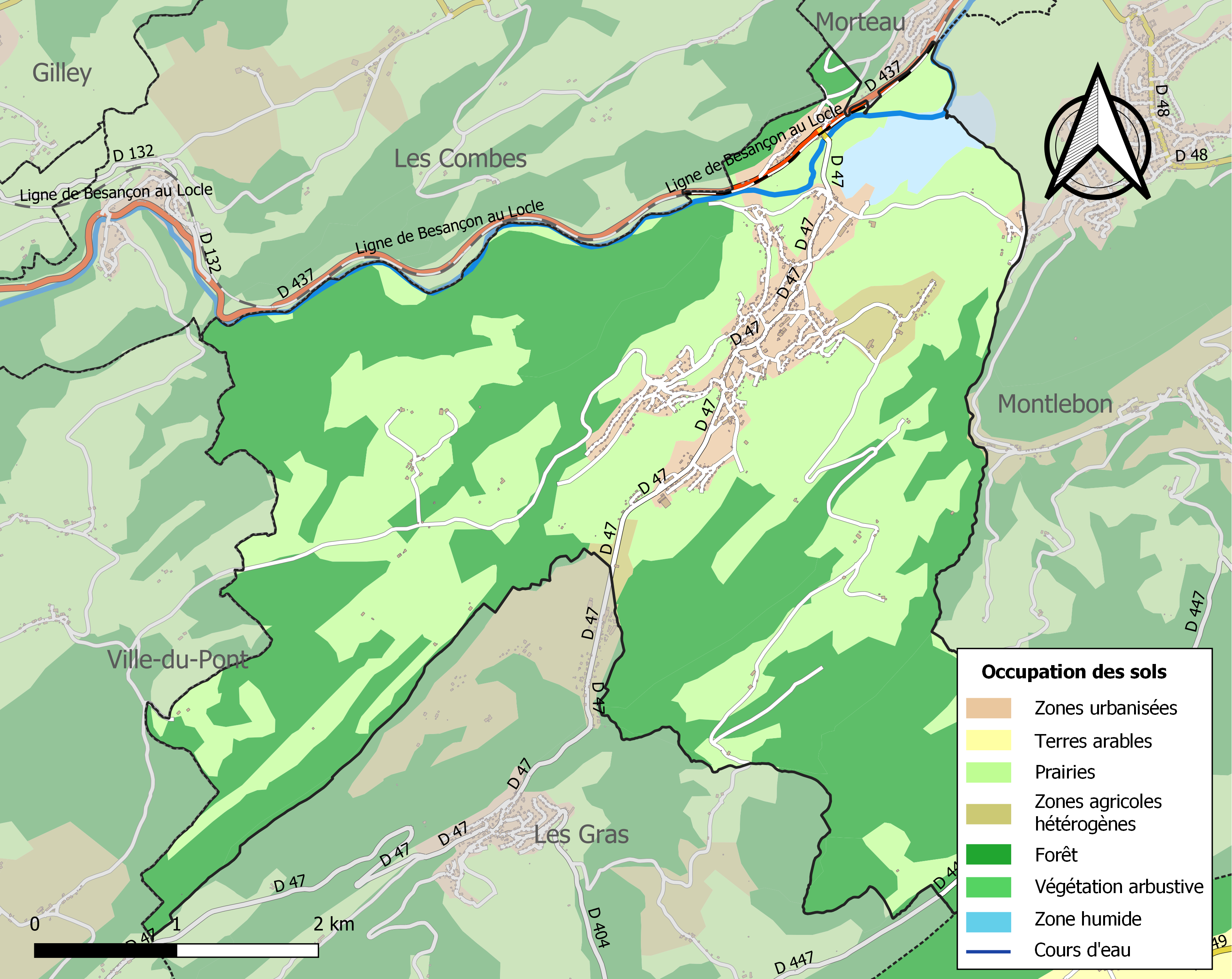
Carte des infrastructures et de l'occupation des sols de la commune en 2018 (CLC).

L'occupation des sols de la commune, telle qu'elle ressort de la base de données européenne d’occupation biophysique des sols Corine Land Cover (CLC), est marquée par l'importance des forêts et milieux semi-naturels (49,9 % en 2018), une proportion sensiblement équivalente à celle de 1990 (50,3 %). La répartition détaillée en 2018 est la suivante : 
forêts (49,9 %), prairies (40,5 %), zones urbanisées (6,1 %), zones humides intérieures (1,8 %), zones agricoles hétérogènes (1,7 %). L'évolution de l’occupation des sols de la commune et de ses infrastructures peut être observée sur les différentes représentations cartographiques du territoire : la carte de Cassini (XVIIIe siècle), la carte d'état-major (1820-1866) et les cartes ou photos aériennes de l'IGN pour la période actuelle (1950 à aujourd'hui).

### Morphologie urbaine
Le cœur du village se situe sur la hauteur, avec son église et son cimetière.

### Habitat et logement
En 2020, le nombre total de logements dans la commune était de 715, alors qu'il était de 669 en 2015 et de 649 en 2010.
Parmi ces logements, 88,8 % étaient des résidences principales, 5,5 % des résidences secondaires et 5,7 % des logements vacants. Ces logements étaient pour 80,3 % d'entre eux des maisons individuelles et pour 19,7 % des appartements.
Le tableau ci-dessous présente la typologie des logements à Grand'Combe-Châteleu en 2020 en comparaison avec celle du Doubs et de la France entière. Une caractéristique marquante du parc de logements est ainsi une proportion de résidences secondaires et logements occasionnels (5,5 %) supérieure à celle du département (4,3 %) mais inférieure à celle de la France entière (9,7 %).
| Typologie                                               | Grand'Combe-Châteleu | Doubs | France entière |
| ------------------------------------------------------- | -------------------- | ----- | -------------- |
| Résidences principales (en %)                           | 88,8                 | 87,1  | 82,1           |
| Résidences secondaires et logements occasionnels (en %) | 5,5                  | 4,3   | 9,7            |
| Logements vacants (en %)                                | 5,7                  | 8,6   | 8,2            |

### Voies de communication et transports
Grand'Combe-Châteleu est tangentée par l'ancienne route nationale 437 (actuelle RD 437
La commune a été desservie par la gare de Grand'Combe-Châteleu, sur la ligne de Besançon-Viotte au Locle-Col-des-Roches, et la station de chemin de fer la plus proche est la gare de Morteau, desservie par des trains de la relation Besançon-Viotte → Valdahon → Morteau → La Chaux-de-Fonds.

### Toponymie
Grand Combe en 1590 ; la commune est instituée le 11 novembre 1790 sous le nom de Grand’Combe, puis devient Grand-Combe-Châteleu le 4 décembre 1937,.
Combe : « vallée, replat d'une vallée ».

## Histoire
L’histoire du val de Morteau remonterait au VIIe siècle.
Dès le XVIIIe siècle l'activité fromagère est importante à Grand-Combe-Châteleu, puisque des chalets sont attestés dès le XVIIIe siècle puis 9 fromageries sont recensées en 1841 et  produisant 8,4 tonnes de fromage, 43 fromageries en 1866 produisant 21,2 tonnes provenant du lait de 1442 vaches.
L'activité de sciage de bois est également importante, et on note le moulin des Douffrans, qui a une double activité de moulin à farine et de scierie au XIXe siècle, et qui est reconstruit après un incendie en 1941. Vers 1949, elle emploie une quinzaine de personnes et se fournit en résineux dans un rayon de 20 à 25 km aux alentours. La scierie ferme en 2008.

## Politique et administration

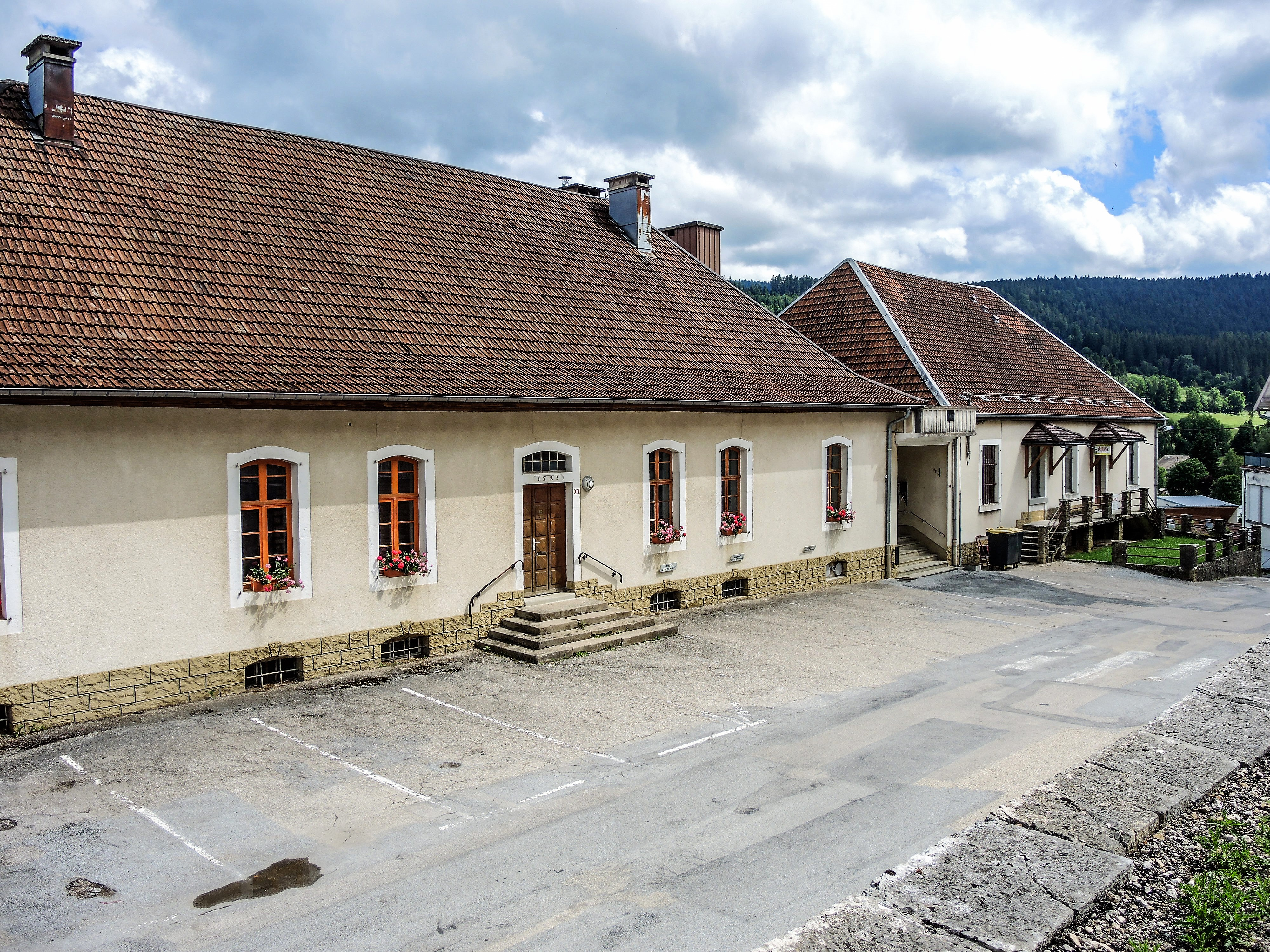
La mairie.

### Rattachements administratifs et électoraux

#### Rattachements administratifs
La commune se trouve dans l'arrondissement de Pontarlier du département du Doubs.
Elle faisait partie depuis 1793 du canton de Morteau. Dans le cadre du redécoupage cantonal de 2014 en France, cette circonscription administrative territoriale a disparu, et le canton n'est plus qu'une circonscription électorale.

#### Rattachements électoraux
Pour les élections départementales, la commune fait partie depuis 2014 d'un nouveau canton de Morteau porté de 7  à 25 communes.
Pour l'élection des députés, elle fait partie de la cinquième circonscription du Doubs.

### Intercommunalité
Grand'Combe-Châteleu est membre de la communauté de communes du Val de Morteau, un établissement public de coopération intercommunale (EPCI) à fiscalité propre créé fin 2000 et auquel la commune a transféré un certain nombre de ses compétences, dans les conditions déterminées par le code général des collectivités territoriales.

### Liste des maires
| Période                                  | Période                        | Identité             | Étiquette | Qualité                   |
| ---------------------------------------- | ------------------------------ | -------------------- | --------- | ------------------------- |
| Les données manquantes sont à compléter. |                                |                      |           |                           |
|                                          |                                |                      |           |                           |
| 20 mai 1900                              | 1904                           | Étienne Comte        |           |                           |
| 13 mars 1904                             | 1907                           | Marcellin Boillot    |           |                           |
| 6 janvier 1907                           | 1908                           | Charles Bobillier    |           |                           |
| 17 mai 1908                              | 1930                           | Marcellin Boillot    |           |                           |
| 30 mars 1930                             | 1931                           | Charles Bobillier    |           |                           |
| 13 octobre 1931                          | 1938                           | Alexis Boillot       |           |                           |
| 17 avril 1938                            | 1944                           | Xavier Bobillier     |           |                           |
| 17 décembre 1944                         | 1945                           | Zéphirin Jacquet     |           |                           |
| 18 mai 1945                              | 1953                           | Gaston Perrey        |           |                           |
| 7 mai 1953                               | 1965                           | Marcel Jacquet       |           |                           |
| 27 mars 1965                             | 1977                           | Marcel Reymond       |           |                           |
| 31 mars 1977                             | 1983                           | Pierre Remonay       |           |                           |
| 18 mars 1983                             | 1995                           | Jean Burgunder       |           |                           |
| 23 juin 1995                             | 2001                           | Michel Simonin       |           | Enseignant                |
| mars 2001                                | 2014                           | Évelyne Boillot      |           |                           |
| 2014                                     | avril 2023                     | Jean-Pierre Frigo    | SE        | Professeur Démissionnaire |
| avril 2023                               | En cours (au 30 novembre 2023) | Christelle Vuillemin |           | Artisane                  |

## Équipements et services publics

### Enseignement
La commune dispose d'une micro-crèche, de classes maternelles et primaire, ainsi qu’une cantine et un accueil péri-scolaire

## Population et société

### Démographie
Les habitants de Grand’Combe-Châteleu sont appelés les Beugnons et les Beugnonnes, en référence au nom du ruisseau parcourant le fond de la vallée : le Beugnon.
L'évolution du nombre d'habitants est connue à travers les recensements de la population effectués dans la commune depuis 1793. Pour les communes de moins de 10 000 habitants, une enquête de recensement portant sur toute la population est réalisée tous les cinq ans, les populations de référence des années intermédiaires étant quant à elles estimées par interpolation ou extrapolation. Pour la commune, le premier recensement exhaustif entrant dans le cadre du nouveau dispositif a été réalisé en 2004.

En 2022, la commune comptait 1 507 habitants, en évolution de +1,01 % par rapport à 2016 (Doubs : +1,88 %, France hors Mayotte : +2,11 %).
| 1793 | 1800 | 1806 | 1821 | 1831 | 1836 | 1841 | 1846 | 1851 |
| ---- | ---- | ---- | ---- | ---- | ---- | ---- | ---- | ---- |
| 862  | 815  | 824  | 850  | 897  | 952  | 924  | 893  | 943  |

| 1856 | 1861  | 1866  | 1872  | 1876  | 1881 | 1886 | 1891 | 1896 |
| ---- | ----- | ----- | ----- | ----- | ---- | ---- | ---- | ---- |
| 963  | 1 062 | 1 057 | 1 001 | 1 023 | 969  | 967  | 937  | 923  |

| 1901 | 1906 | 1911 | 1921 | 1926 | 1931 | 1936 | 1946 | 1954 |
| ---- | ---- | ---- | ---- | ---- | ---- | ---- | ---- | ---- |
| 943  | 904  | 920  | 937  | 917  | 899  | 834  | 828  | 917  |

| 1962  | 1968  | 1975  | 1982  | 1990  | 1999  | 2004  | 2006  | 2009  |
| ----- | ----- | ----- | ----- | ----- | ----- | ----- | ----- | ----- |
| 1 086 | 1 112 | 1 124 | 1 199 | 1 301 | 1 266 | 1 322 | 1 341 | 1 357 |

| 2014  | 2019  | 2022  | - | - | - | - | - | - |
| ----- | ----- | ----- | - | - | - | - | - | - |
| 1 464 | 1 484 | 1 507 | - | - | - | - | - | - |

## Économie
Le travail du bois représente une activité importante et artisanale. Le fromage, avec la Fromagerie de Grand'Combe Chateleu - Les Monts de Joux, ainsi que les différentes productions de fumé jouissent d’une excellente réputation.
La commune dispose de commerces de proximité, de restaurants, d'un hôtel et de gites.

## Culture locale et patrimoine

### Lieux et monuments
Ce village rural, essentiellement agricole autrefois, possède un riche patrimoine bâti ancien, qui lui permet de bénéficier du label de Cité de Caractère de Bourgogne-Franche-Comté.
- De nombreuses fermes comtoises typiques (tuyés, ancien matériel agricole…) sont parsemées de part et d’autre du village et dans les hameaux environnants, surtout au quartier des Cordiers, où trois sont inscrites aux monuments historiques (ferme Jacquemot…)[29],[30],[31] ; nombre sont visitables.
- Un écomusée créé par l’Association des Arts et traditions populaires : les Fermes-Musées du Pays Horloger qui présentent au public l'atelier du forgeron Louis Girard (XVIIe siècle) et la ferme Jacquemot (XVIIIe siècle). Une taillanderie, encore en état, peut se visiter. Il existe encore plus d’une dizaine d’exploitations agricoles[32].

- La fruitière du Châteleu, fromagerie  bâtie en 1874 à l'initiative des producteurs de lait locaux[15].

- Stèle à la mémoire des treize passeurs du Val de Morteau qui ont permis durant la Seconde guerre mondiale à des dizaines de familles juives de franchir la frontière pour fuir la répression antisémite de la France de Vichy et des nazis[33]

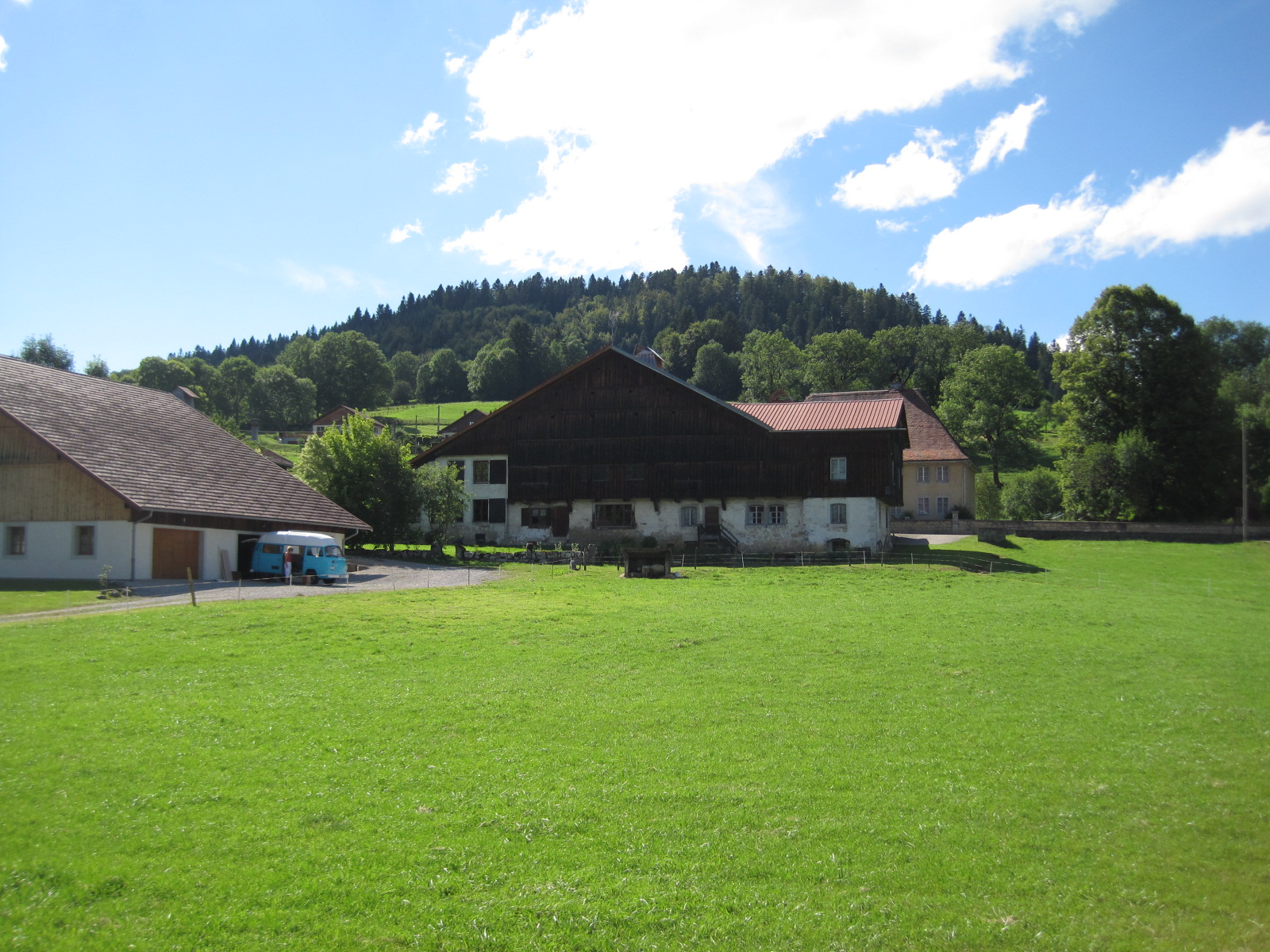
Ferme comtoise (XVIIIe siècle).
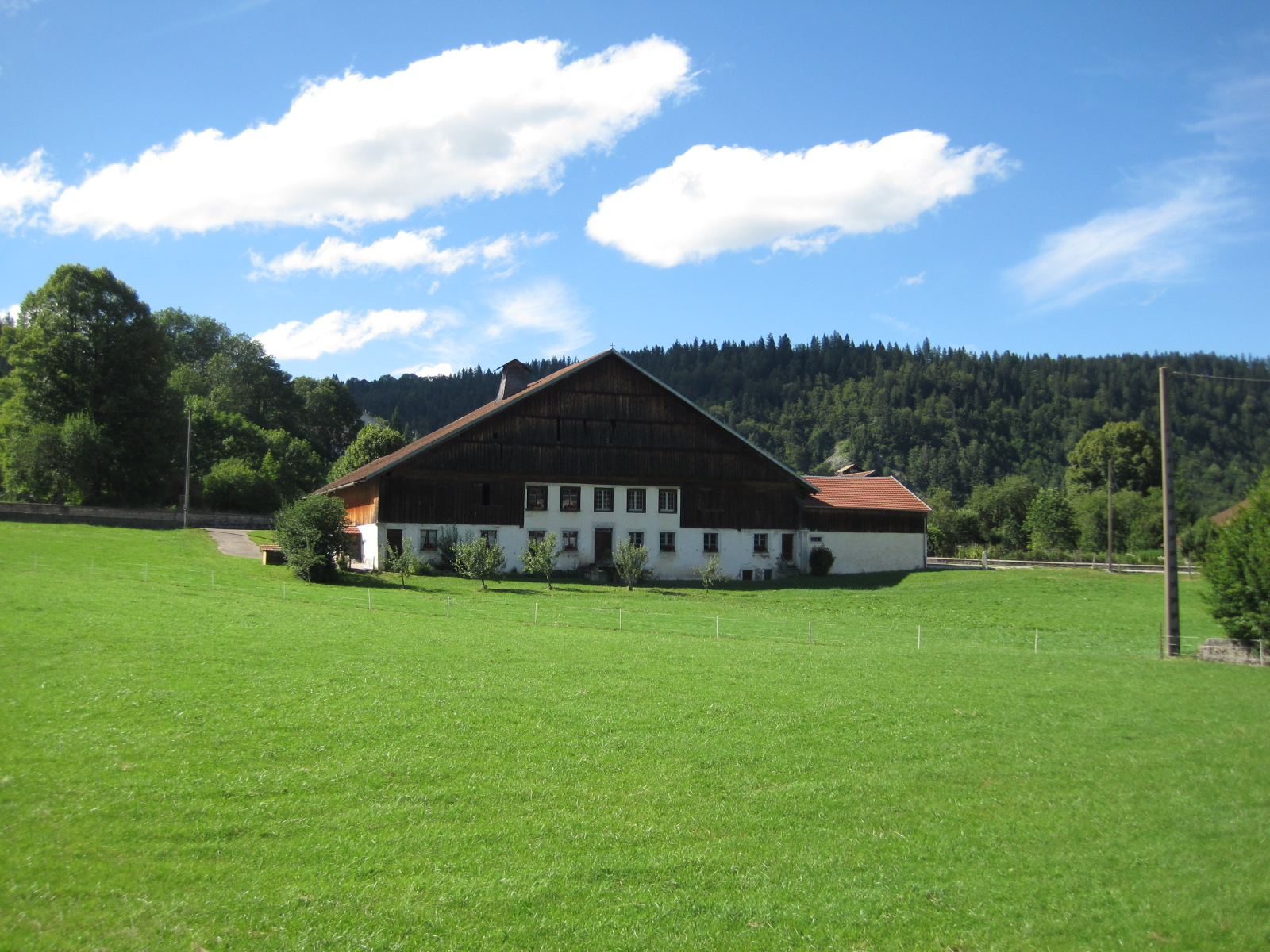
Ferme Jacquemot (XVIIIe siècle).
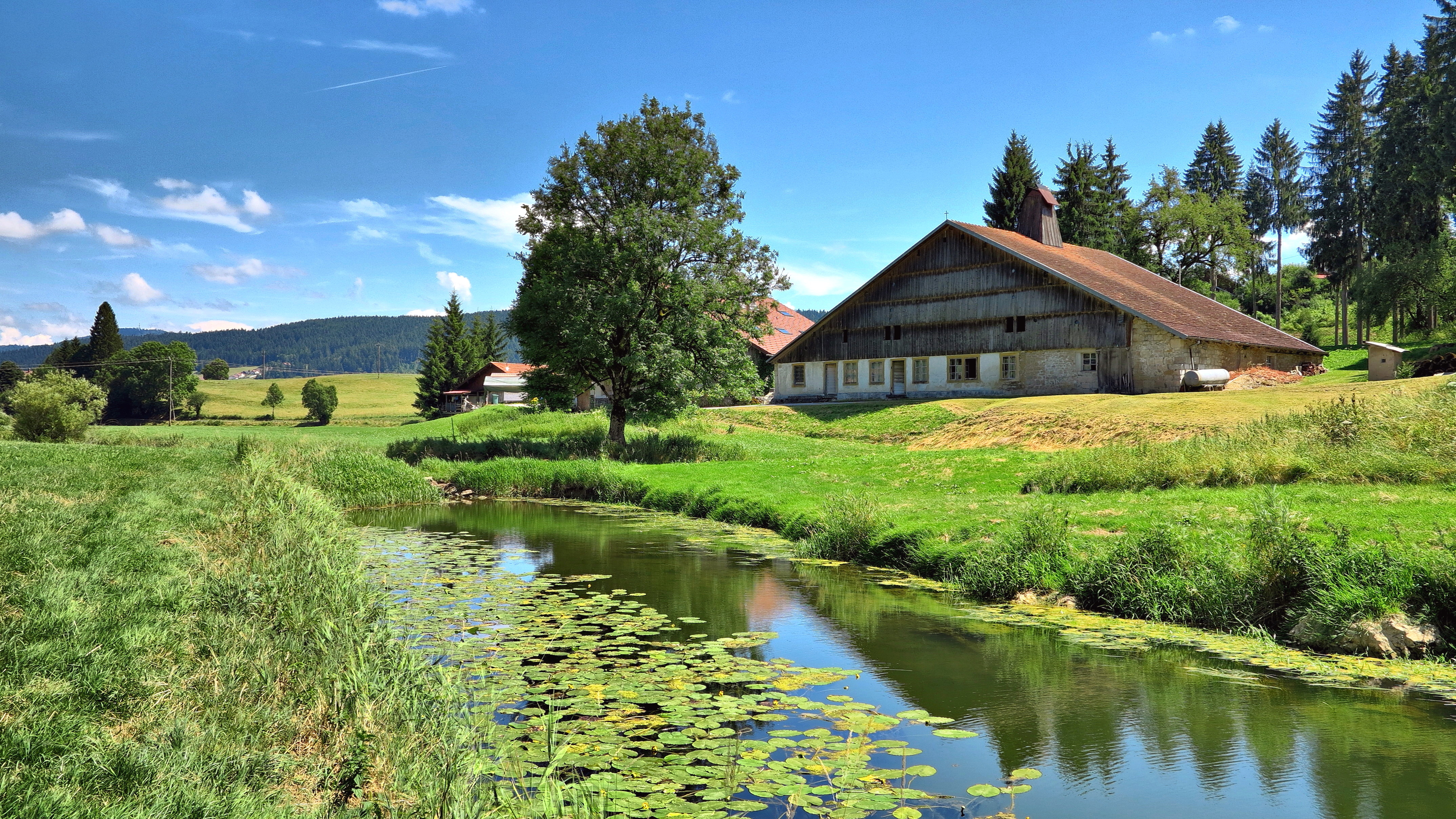
Ferme du Bois du Four (XVIIe siècle).
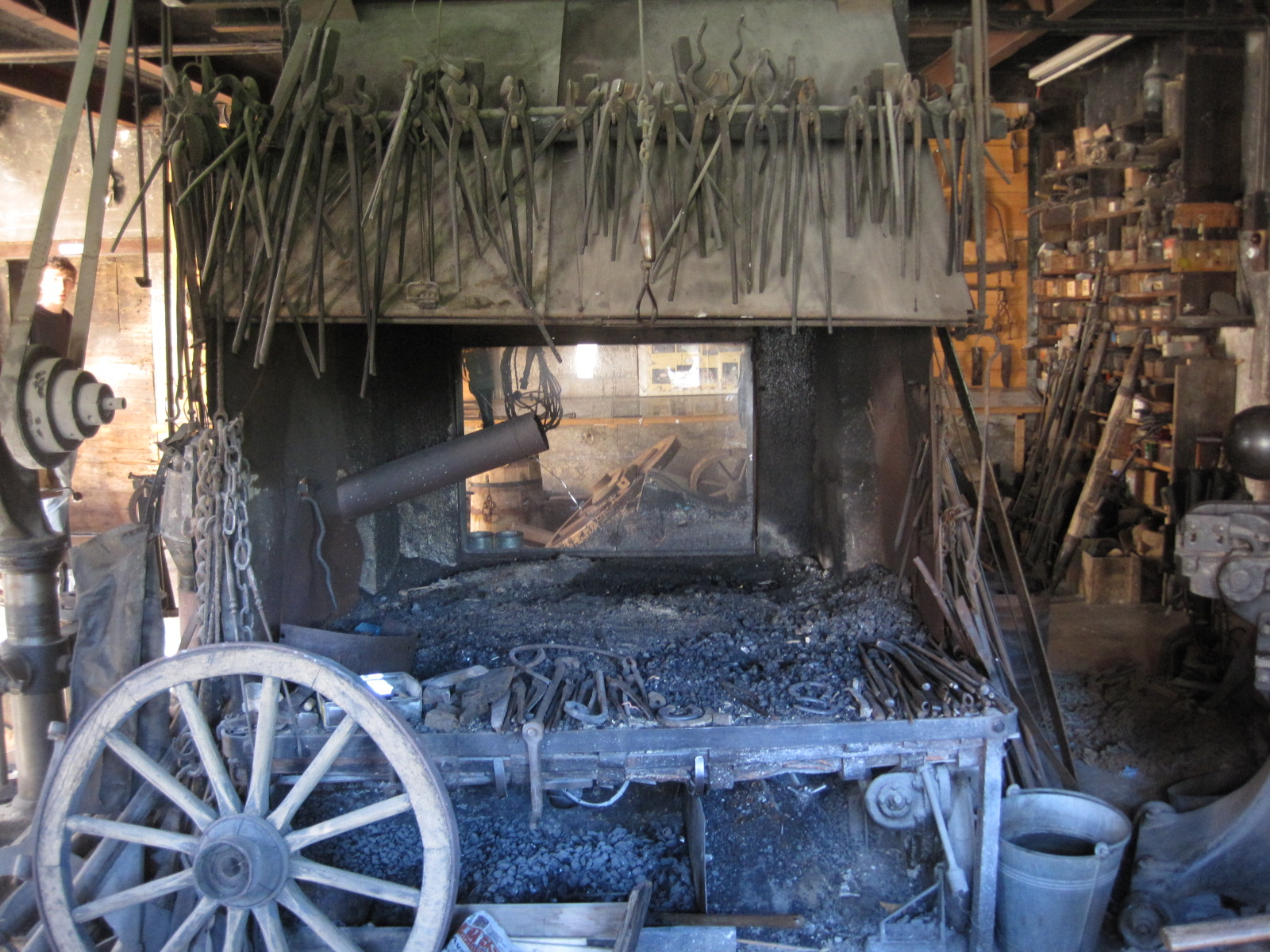
Atelier du forgeron Louis Girard (XVIIe siècle).
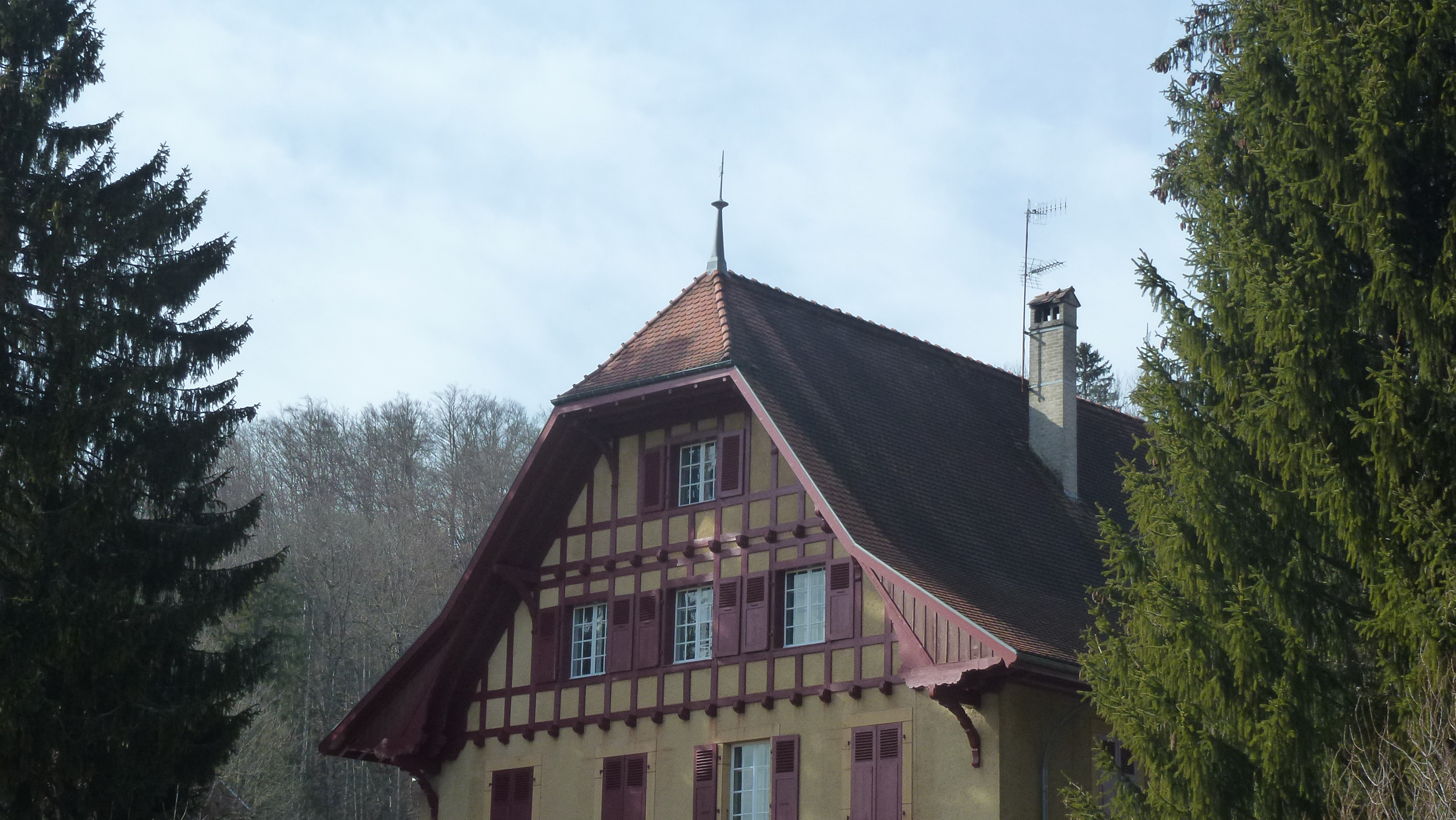
L’hiver à Grand'Combe-Châteleu. Maison au lieu-dit Rossignier.

- L'église Saint-Joseph. bâtie au lieu-dit Rossignier de 1674 à 1676 par Pierre Moyse et consacrée en 1679, le certificat de cette consécration par l'archevêque Antoine-Pierre de Grammont est conservé dans un étui en fer blanc. Son chœur fut organisé en 1736 et 1739, son clocher-porche ajouté en 1767[14]. Elle renferme une Sainte-Madeleine, du peintre Auguste Charpentier (1813-1880), datée de 1837. Il fut donné en 1850par le chanoine Boillot, curé de l'église de la Madeleine de Besançon.
- Trois chapelles recensées dans la base Mérimée[34],[35],[36] dont deux peuvent être ouvertes sur demande.

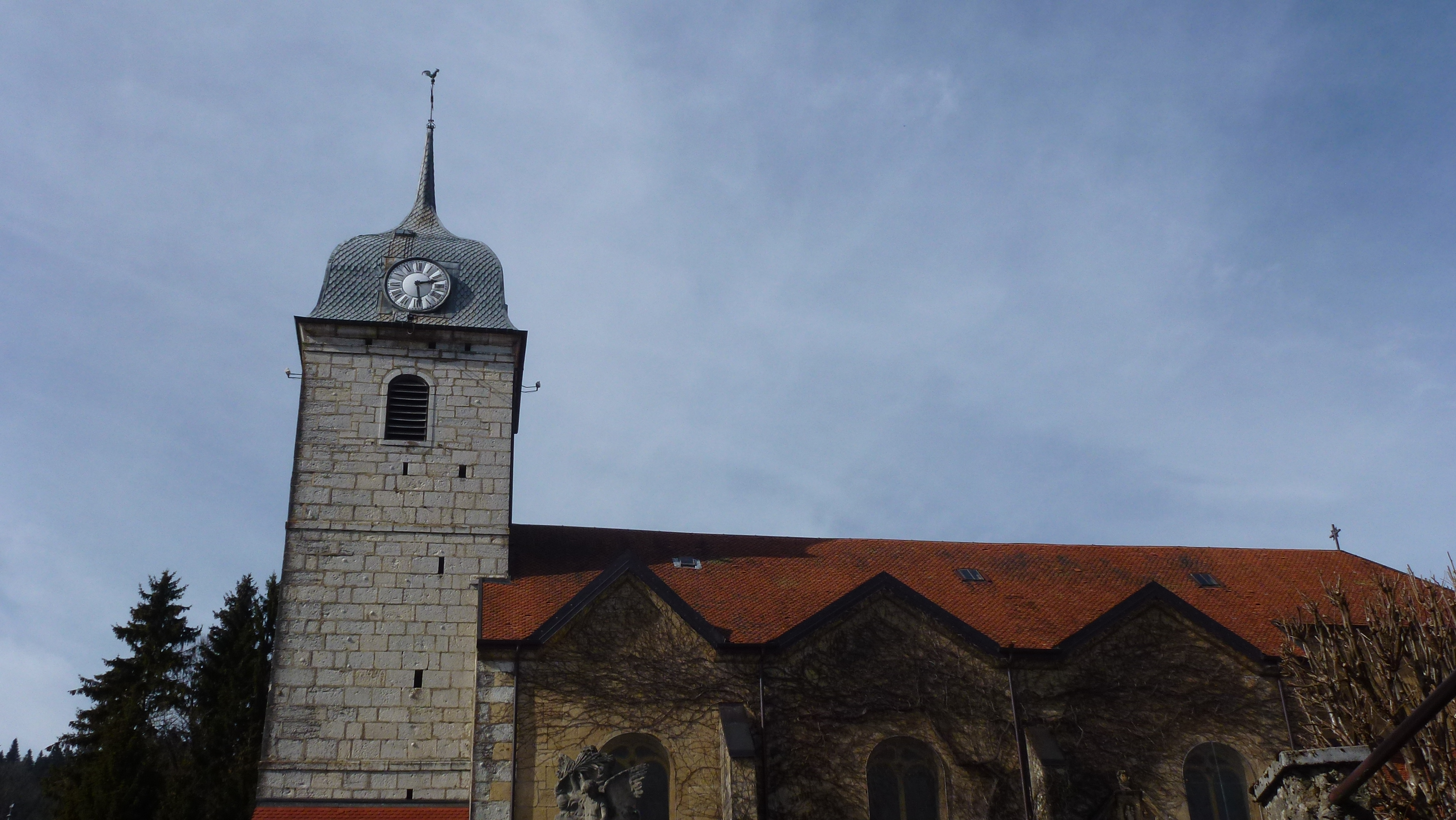
L’hiver à Grand'Combe-Châteleu. L’église Saint-Joseph.
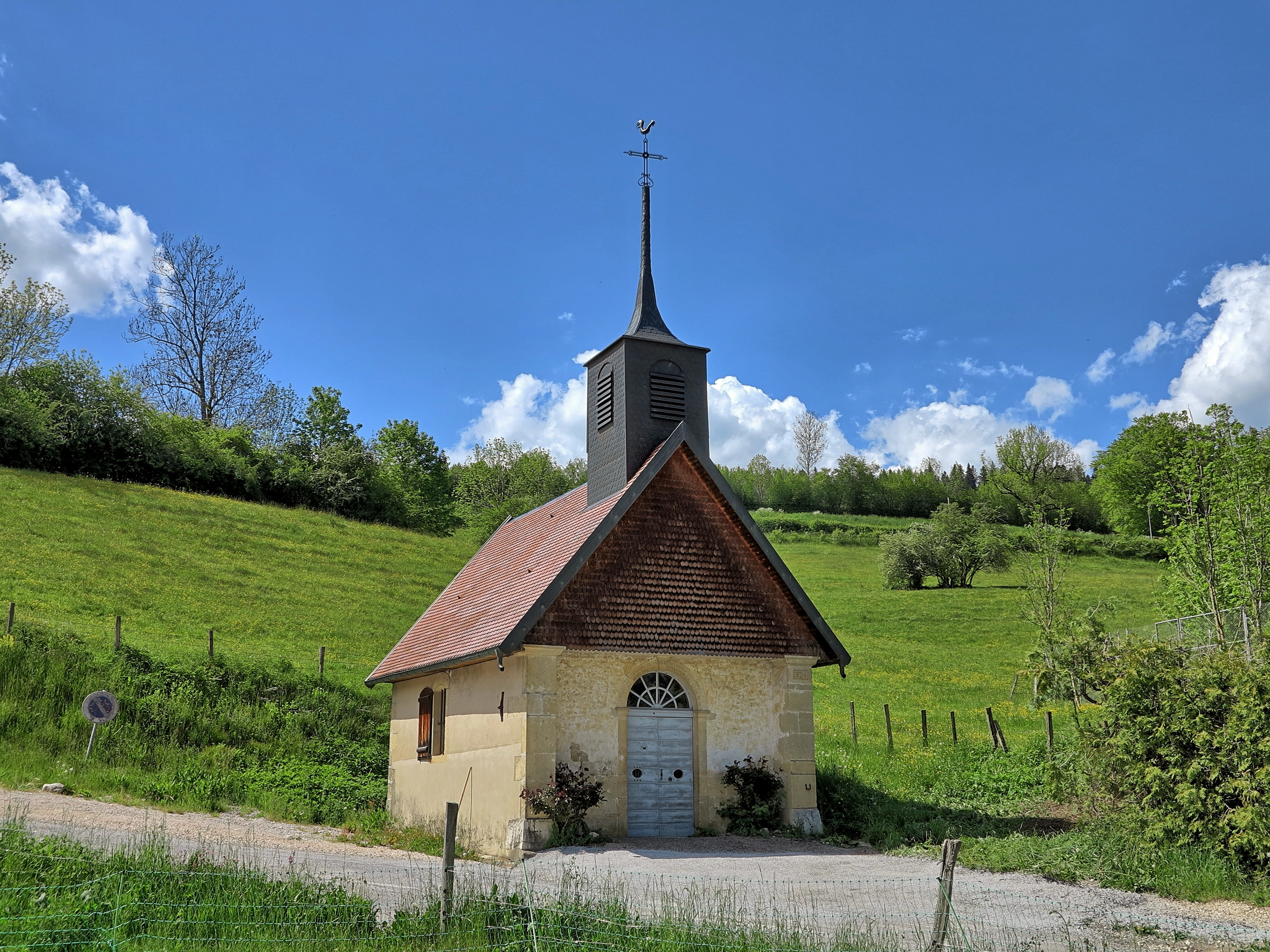
La chapelle Saint-Joseph.
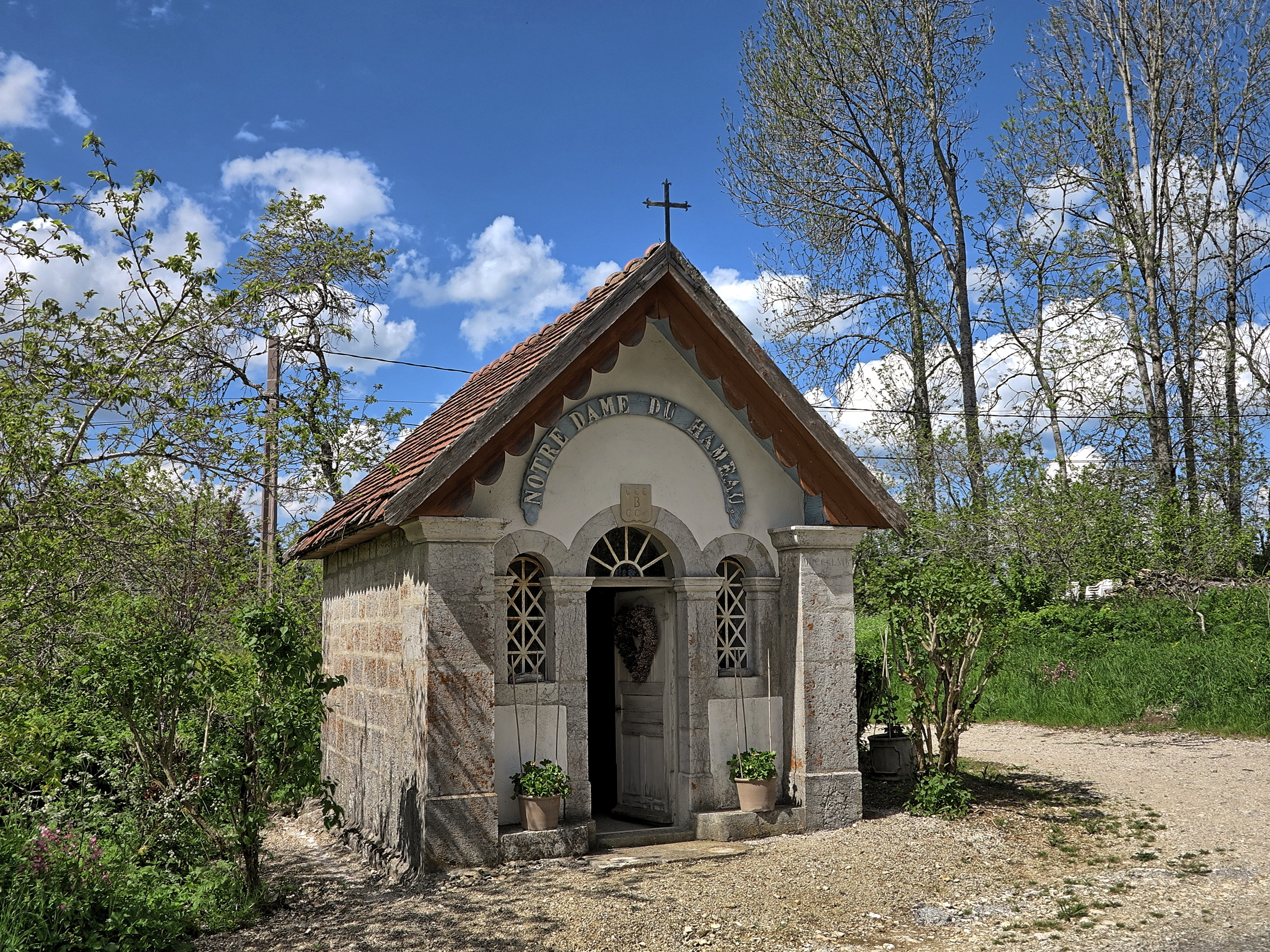
La chapelle Notre-Dame-du-Hameau.
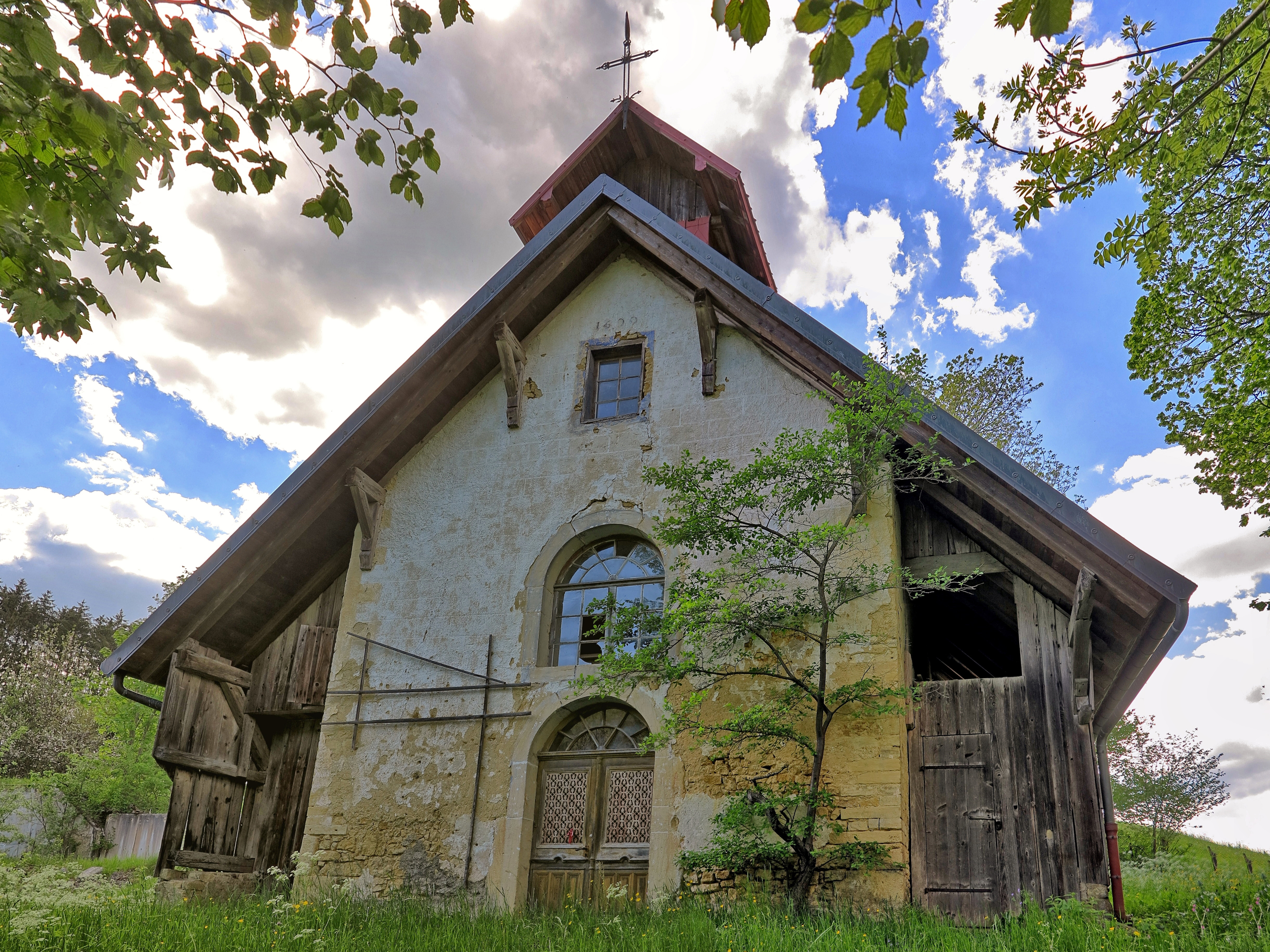
La chapelle Notre-Dame-des-Ermites.

- Toutes les fontaines sont conservées en eau (plus d’une dizaine)[37].

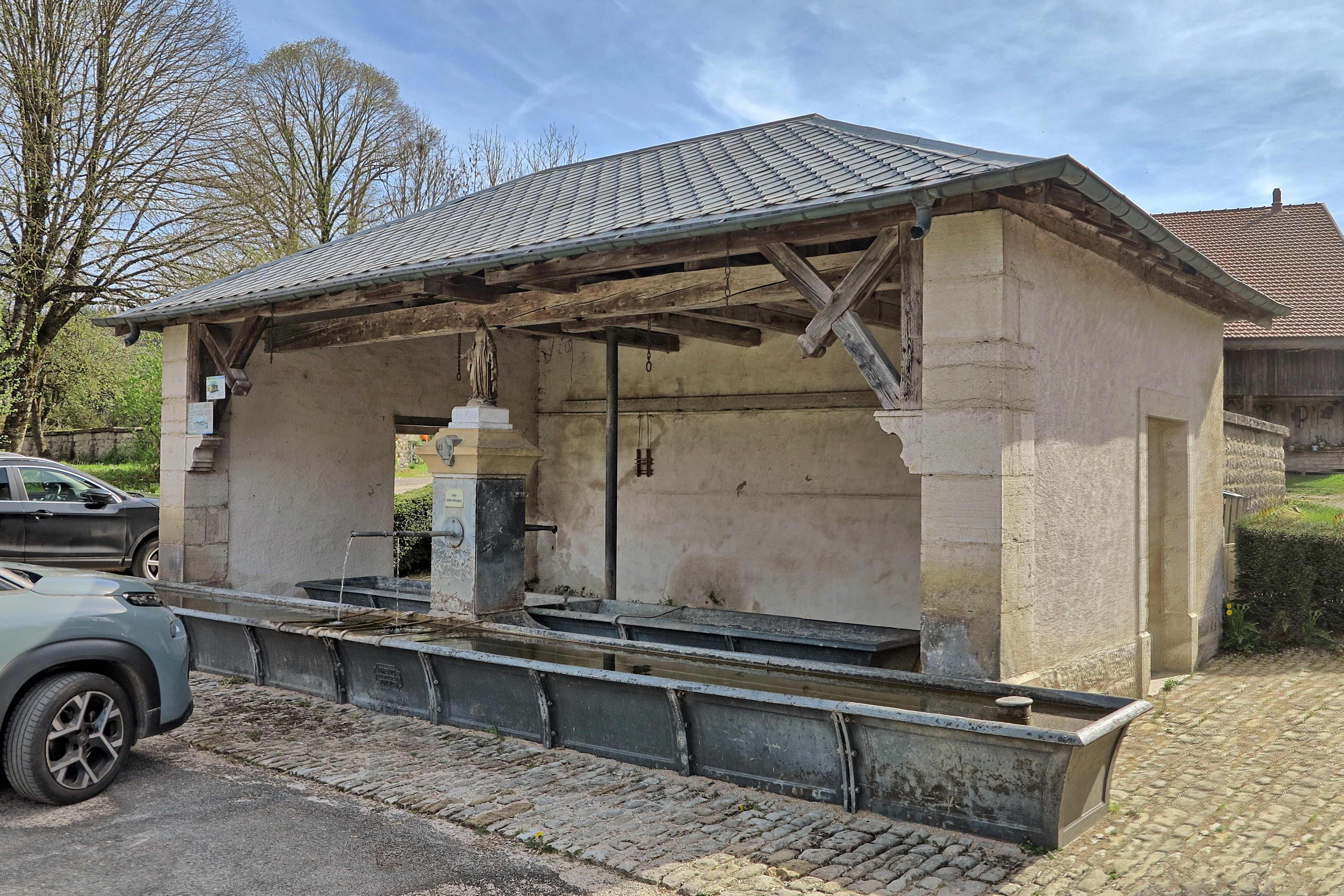
Fontaine des Cordiers.
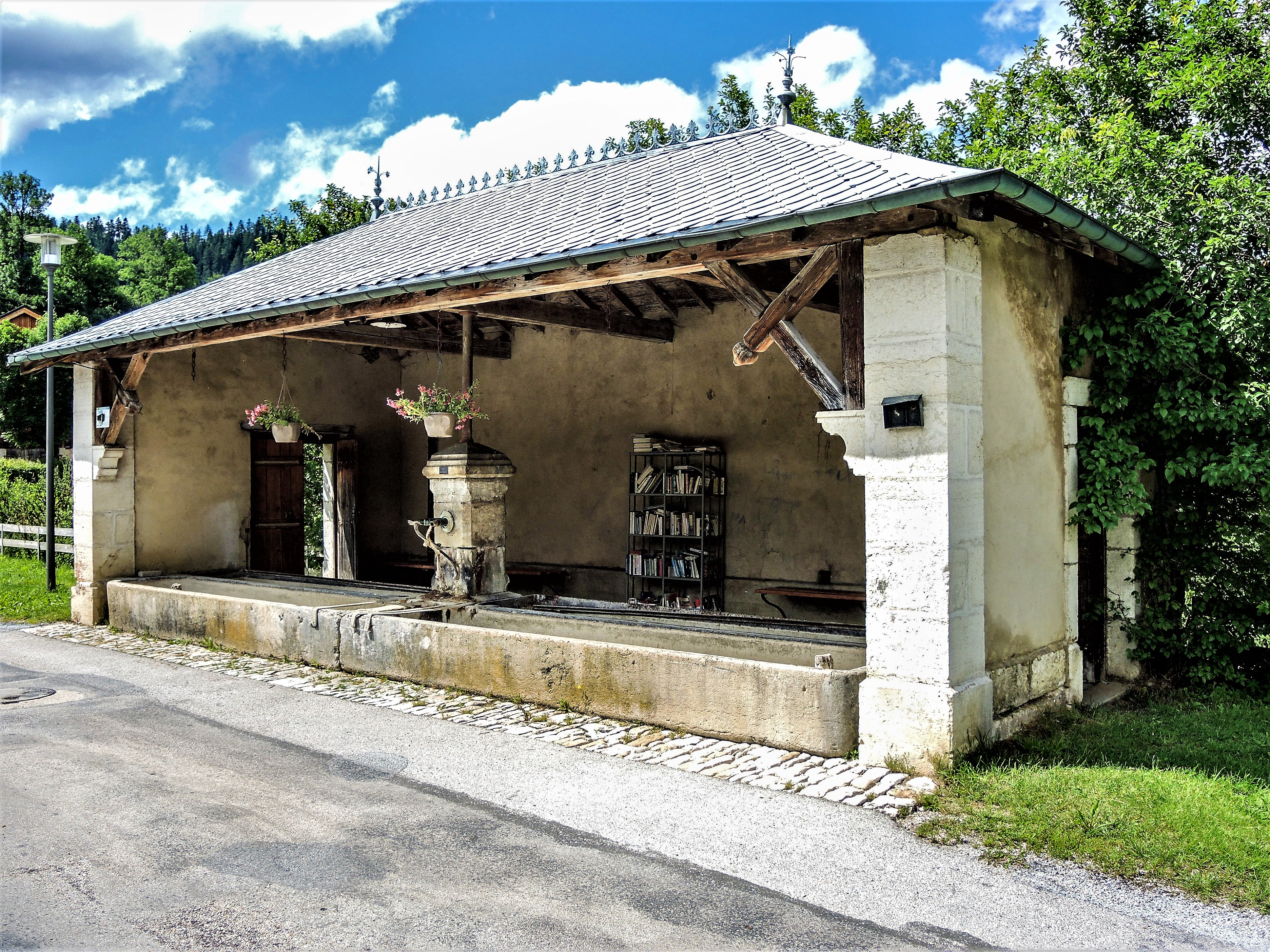
Fontaine du Clos Vouillot.
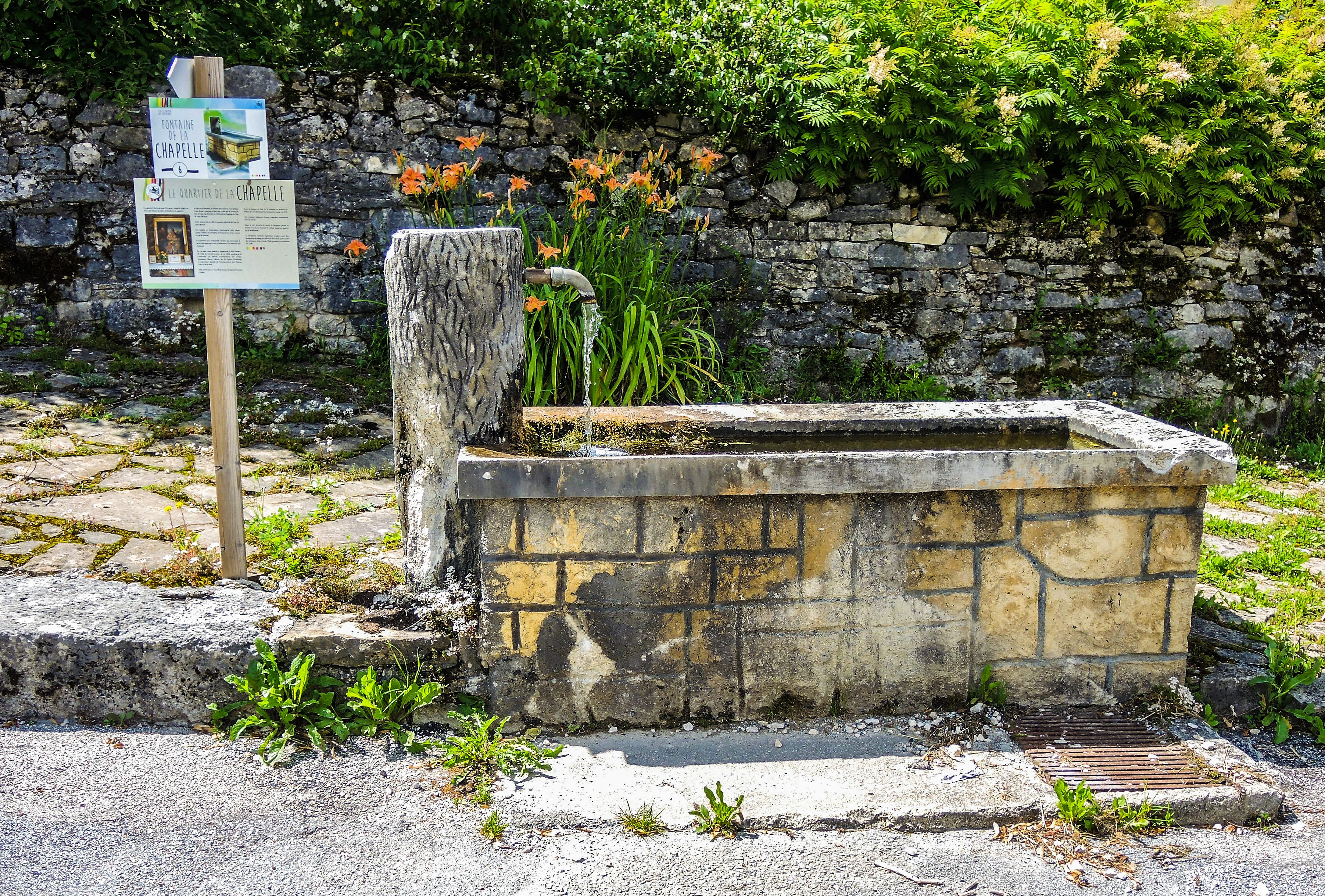
Fontaine de la chapelle.

- La vallée du Doubs avec le Défilé du Coin de la Roche.
- Grand’Combe Châteleu dispose d'une station de ski alpin, la Bonade, et de nombreux départs de randonnée qui permettent de découvrir des plantes rares.
- Le ski de randonnée est pratiqué et des remonte-pentes sont installés, dont deux au village.

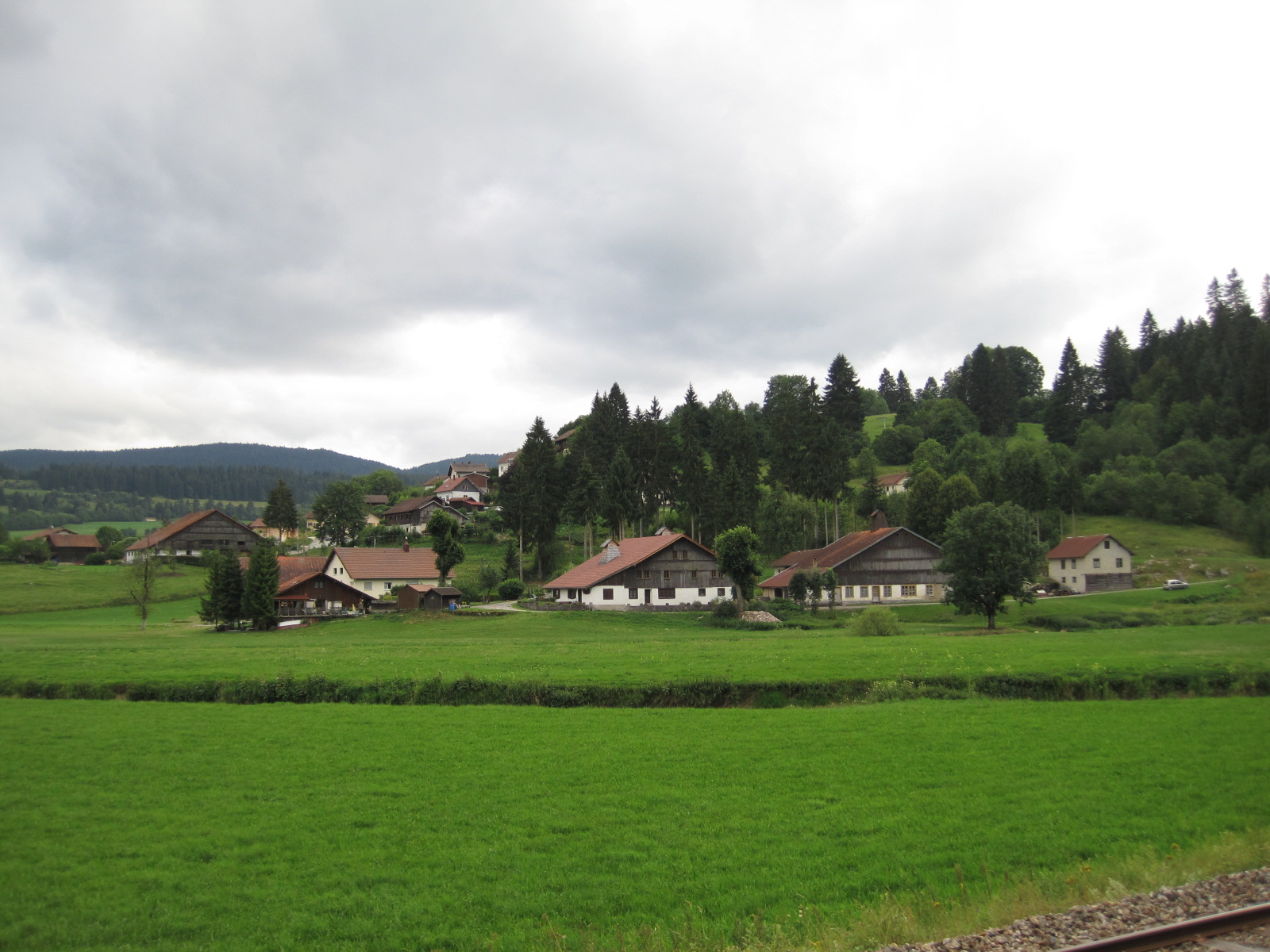
Grand’Combe-Châteleu depuis la route de Morteau.
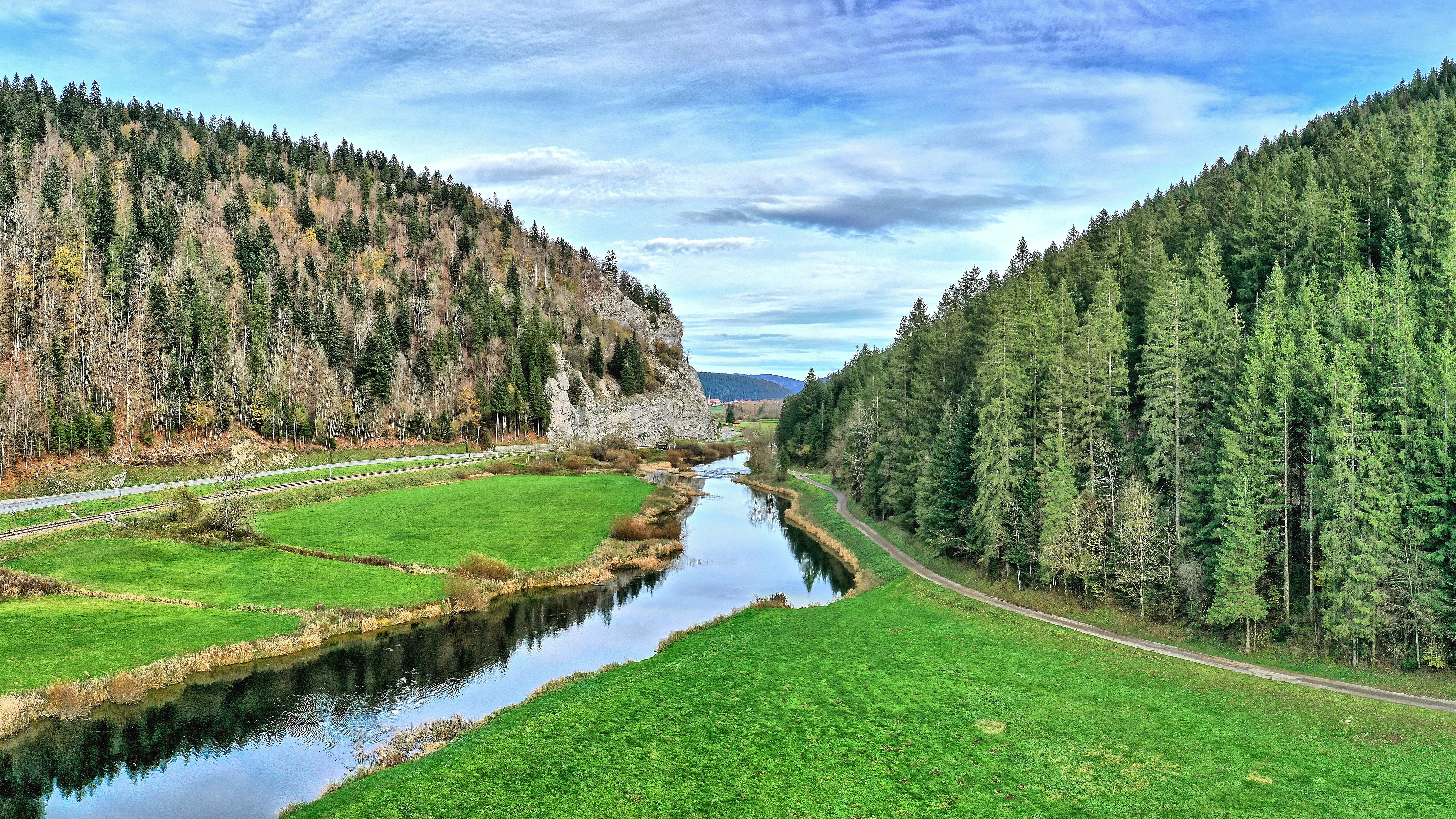
Le défilé du Coin de la Roche.

### Personnalités liées à la commune
- Jean-Claude Bouquet (1819-1885), mathématicien français qui travailla notamment avec Charles Briot sur les fonctions doublement périodiques, est né dans un hameau de Grand’Combe-Châteleu, le Pont de la Roche.
- Michel Hollard (1898-1993), résistant français qui s'est illustré au cours de la Seconde Guerre mondiale comme fondateur et chef du réseau de résistance AGIR, s'est rendu à plusieurs reprises chez Paul Cuenot, exploitant forestier au Mont Châteleu, pour passer à 987 reprises en Suisse  pour fournir des renseignements à l’ambassade britannique de Berne. Un chemin entre le Haut-Doubs et la Suisse porte son nom[38].

### Héraldique
| Blason de Grand'Combe-Châteleu | Blason  | D'azur à la ruche d'or sur un plateau de gueules, entourée d'abeilles d'or volant en nombre.                                                                                        |
| Blason de Grand'Combe-Châteleu | Détails | |
| Blason de Grand'Combe-Châteleu | Alias   | D'argent à une ruche d'or accompagnée de douze abeilles du même en orle. * Il y a là non-respect de la règle de contrariété des couleurs : ces armes sont fautives (or sur argent). |

## Pour approfondir